# Kromengan
Kromengan is een bestuurslaag in het regentschap Malang van de provincie Oost-Java, Indonesië. Kromengan telt 7177 inwoners (volkstelling 2010).